# Lars Dohn
Lars Winther Dohn (født 26. marts 1950 i Kolind) er en dansk lærer og tidligere medlem af folketinget for Enhedslisten i Vestjyllands Storkreds mellem 2011 og 2015.
Lars blev lærer i 1974 og har arbejdet som lærer på først Strib Skole i Middelfart Kommune, så fra 1977 til 2011 på Lundgårdskolen i Herning Kommune, som han fik orlov fra for at passe sit arbejde i Folketinget. Han har været næstformand i Herning-egnens Lærerkreds og formand for Lejernes LO i Herning.
Lars har siden 1973, hvor han blev medlem af DKP, stillet op til mange valg, siden 1990 som fast kandidat for Enhedslisten, som han blev medlem af samme år.. Han var fra 2011 til 2015 folkeskoleordfører for Enhedslisten.